# Prohres, Kobeleakî
Prohres (în ucraineană Прогрес) este un sat în comuna Cervoni Kvitî din raionul Kobeleakî, regiunea Poltava, Ucraina.

## Demografie
Componența lingvistică a localității Prohres
     Ucraineană (99,47%)
     Alte limbi (0,53%)
Conform recensământului din 2001, majoritatea populației localității Prohres era vorbitoare de ucraineană (99,47%), existând în minoritate și vorbitori de alte limbi.